# Heath & Rhino
Heath & Rhino es un tag team de lucha libre profesional, quienes trabajan en Impact Wrestling, conformado por Heath y Rhino. Como equipo, son más conocidos por su tiempo en la WWE, donde originalmente se formaron y se convirtieron en los primeros Campeón en Parejas de SmackDown como Heath Slater & Rhyno.

## Historia

### WWE (2016-2019)
El 26 de julio de 2016 en el episodio de SmackDown Live, Rhyno regresó para atacar al "agente libre" Heath Slater con un Gore. El 9 de agosto en SmackDown Live, los dos lucharon entre sí con la estipulación de que si Slater ganaba, sería firmado para el roster de SmackDown; sin embargo, Rhyno derrotó a Slater. El 23 de agosto en SmackDown, a Slater se le ofreció un lugar en el torneo para el nuevo Campeonato de Parejas de SmackDown si encontraba un compañero. Después de luchar para encontrar un compañero, Rhyno se acercó a Slater y aceptó ser su compañero para el torneo. Rhyno y Slater derrotaron a The Headbangers en la primera ronda y a The Hype Bros en las semifinales para avanzar a la final en Backlash, donde derrotaron a The Usos para convertirse en los campeones inaugurales, al tiempo que le otorgaron un contrato a Slater. El 13 de septiembre en SmackDown Live, Rhyno y Slater derrotaron a The Ascension para retener con éxito los títulos en su primera defensa luego de la firma del contrato oficial en vivo de Slater. En No Mercy, Rhyno y Slater retuvieron los títulos contra The Usos. En Survivor Series, Rhyno y Slater fueron los capitanes de equipo del Team SmackDown en Traditional Survivor Series Elimination Tag Team Match, donde fueron derrotados por Team Raw. El 4 de diciembre en TLC: Tables, Ladders & Chairs , el reinado del campeonato de parejas de Rhyno y Slater llegó a su fin 84 días después de que fueron derrotados por The Wyatt Family (Bray Wyatt & Randy Orton). Dos días después en SmackDown Live, Rhyno y Slater recibieron su revancha, pero no pudieron recuperar los títulos. El 12 de febrero de 2017 en Elimination Chamber, el dúo fue el primer participante en la lucha por los títulos en parejas, eliminando a Breezango y The Vaudevillains antes de ser eliminados por The Usos.
El 10 de abril, tanto Rhyno como Slater fueron intercambiados a la marca Raw como parte del Superstar Shake-up. El 5 de junio en Raw, Rhyno y Slater no pudieron ganar el Campeonato de Parejas de Raw contra Cesaro & Sheamus. El 30 de octubre en Raw, Rhyno y Slater derrotaron a The Club en un All Hallow's Eve Trick o Street Fight. El 28 de enero de 2018 en Royal Rumble, Rhyno participó en el Royal Rumble Match como el tercer participante, esta fue la primera aparición de Rhyno en 14 años en el PPV homónimo, pero fue eliminado por Baron Corbin.
El 3 de diciembre en Raw, el Gerente General Baron Corbin creó una pelea entre Rhyno y Slater, donde el perdedor sería despedido de Raw. Rhyno perdió el combate y posteriormente se vio obligado a dejar la marca. Sin embargo, después de que Corbin fuera retirado del poder, regresó a Raw para ayudar a Slater contra un ataque de Jinder Mahal el 24 de diciembre en Raw. La semana siguiente en Raw, Rhyno y Slater se enfrentaron a Mahal y The Singh Brothers cayendo derrotados. El 17 de julio, su equipo terminó después de que Rhyno dejó la WWE.

### Impact Wrestling (2020-presente)
Después de que Rhyno dejó la WWE, firmó con Impact Wrestling y cambió la ortografía de su nombre a Rhino (ya que WWE posee la marca registrada con la ortografía "y"). Slater fue liberado de la WWE en abril de 2020 debido a los recortes presupuestarios como resultado de la pandemia de COVID-19. Luego hizo su debut en Impact el 18 de julio en Slammiversary, ahora usando el nombre abreviado como "Heath". Luego, el dúo comenzó una historia en la que Heath no tenía un contrato con Impact y trató de obtener uno, similar a la historia de la WWE que resultó en que los dos se convirtieran en un equipo en primer lugar. Su primera lucha como equipo con la empresa tuvo lugar en Victory Road, donde Heath y Rhino derrotaron a Reno Scum (Adam Thornstowe y Lustre the Legend).
El 24 de octubre en Bound for Glory, tanto Heath como Rhino participaron en un Call Your Shot Gauntlet Match, donde el ganador podía elegir cualquier combate por el campeonato de su elección; sin embargo, si Heath o Rhino ganaban, Heath ganaría un contrato de tiempo completo con Impact Wrestling, pero si ambos perdían, sería despedido. Rhino ganaría, ganando así a Heath un contrato de Impact; sin embargo, Heath sufrió una lesión durante el combate.
En marzo de 2021, mientras Heath estaba lesionado, Rhino cambió a heel y se unió a Violent by Design (Eric Young, Deaner y Joe Doering). En septiembre, Rhino sería expulsado de VBD. El 30 de septiembre en Impact!, Heath regresaría después de casi un año, salvando a Rhino de un posible ataque de VBD, y luego Heath buscó darle un abrazo a Rhino después. pero Rhino saldría del ring. En las siguientes semanas, Rhino no estaba seguro de qué lado tomar, y Heath le pide al vicepresidente ejecutivo de Impact, Scott D'Amore, que haga una pelea que lo enfrente a él y a cualquier otra persona contra Violent By Design en Bound for Glory, que fue aceptado. El 23 de octubre de 2021, en Bound for Glory, Rhino apareció como compañero de equipo de Heath, donde derrotaron a VBD, convirtiendo a Rhino en una cara nuevamente.

## Campeonatos y logros
- Figure Wrestling Federation
  - FWF Interstate Championship (1 vez, actual)[25][26] - Heath

- Impact Wrestling
  - Impact World Tag Team Championship (1 vez)
  - Call Your Shot Gauntlet (2020) – Rhino

- Insane Wrestling Revolution
  - IWR World Tag Team Championship (1 vez e inagurales)

- Squared Circle Expo
  - SCX Tag Team Championship (1 vez)

- WWE
  - SmackDown Tag Team Championship (1 vez e inaugurales) - con Rhyno
  - SmackDown Tag Team Championship Tournament (2016) – con Rhyno

- Xtreme Intense Championship Wrestling/XICW
  - XICW Tag Team Championship (1 vez, actuales)[27]